# Église Notre-Dame-de-l'Assomption de Beaumont-de-Lomagne
Pour les articles homonymes, voir Église Notre-Dame-de-l'Assomption.
L’église Notre-Dame-de-l'Assomption est une église catholique située à Beaumont-de-Lomagne en France. L'édifice est classé au titre des monuments historiques en 1843.

## Localisation
L'église est située dans le département français de Tarn-et-Garonne, sur la commune de Beaumont-de-Lomagne.

## Historique
Vers le XIe siècle, la ville était sous la domination des moines de Granselve. Ces derniers concédèrent aux habitants un terrain sous le Castel afin de bâtir une église. L'église actuelle date du XIVe siècle.

## Architecture

### L'extérieur
L’édifice est de style gothique méridional. Au-dessous du toit une rangée de mirandes est bien visible.
- Le clocher  octogonal de type toulousain (XVe siècle) a été commencé en 1390, et terminé après 1480. Il est percé de baies géminées dont deux étages avec des arcs en mitres. Il est coiffé d’une balustrade ornée de clochetons et d’une flèche de brique. La flèche a été rebâtie au début du XVIIe siècle.
- Le portail monumental du XIVe siècle a été en partie détruit en 1794 ; puis remanié et son gâble reconstruit entre 1864 et 1866.

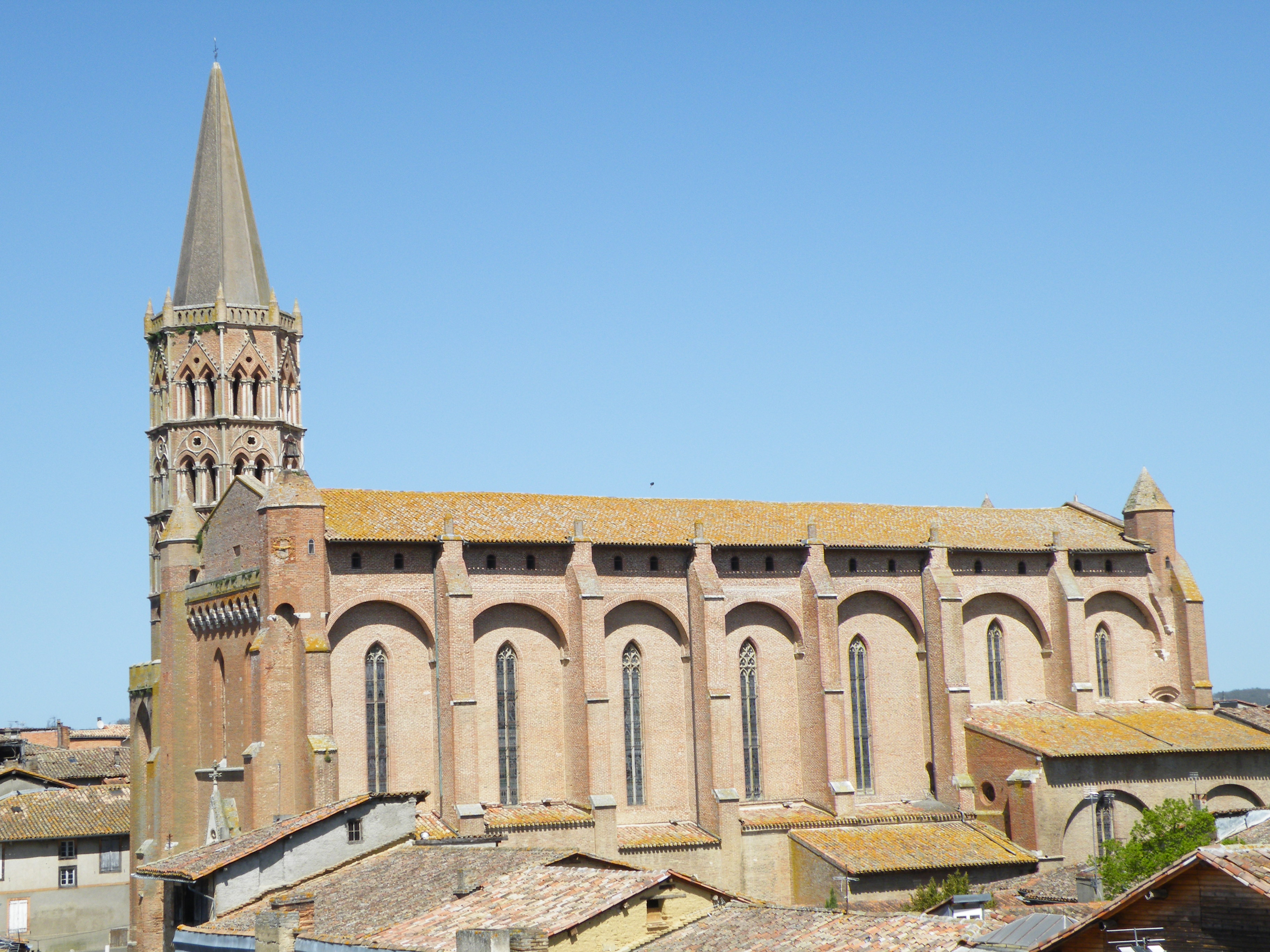
L'exposition sud de l'église
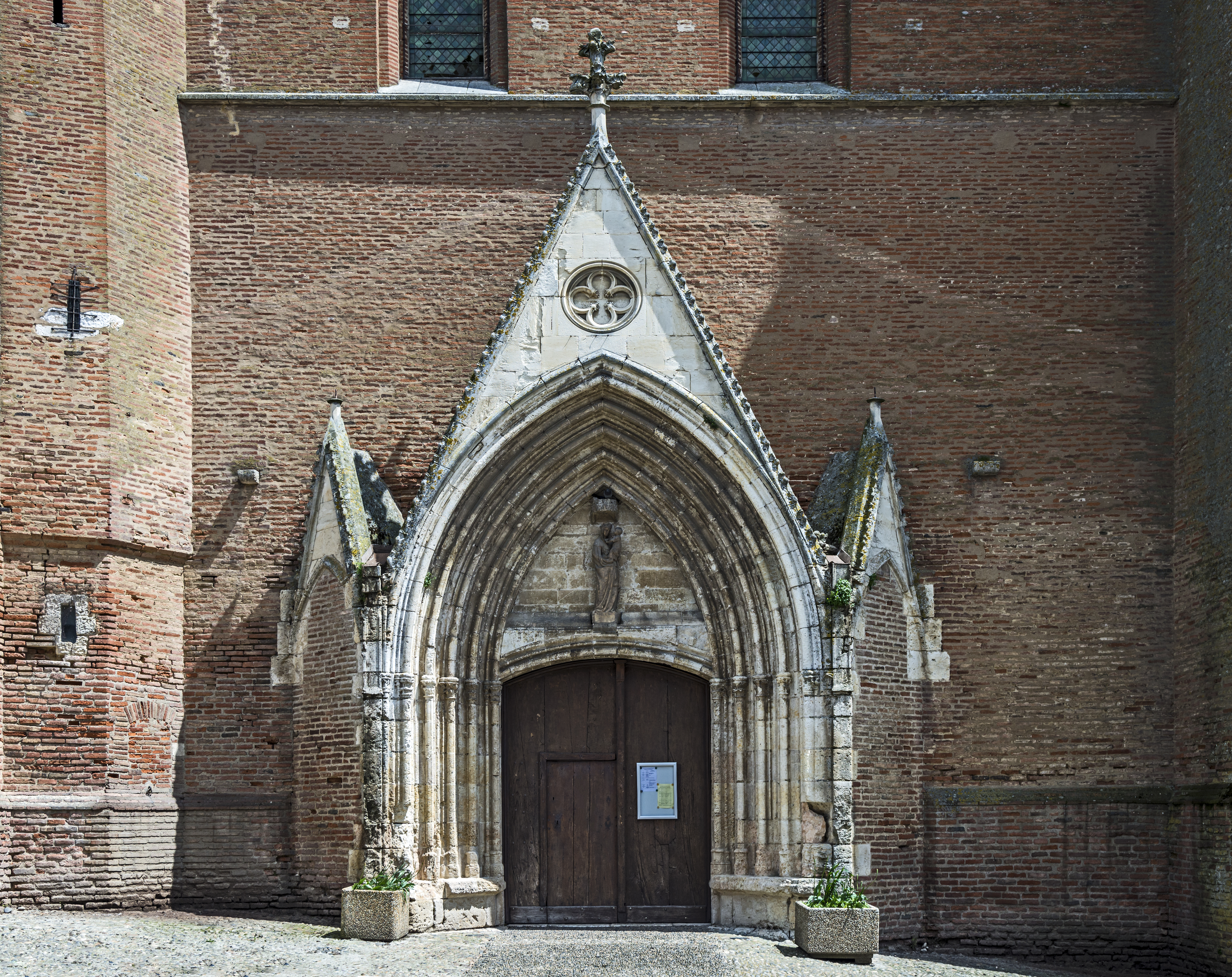
Le portail
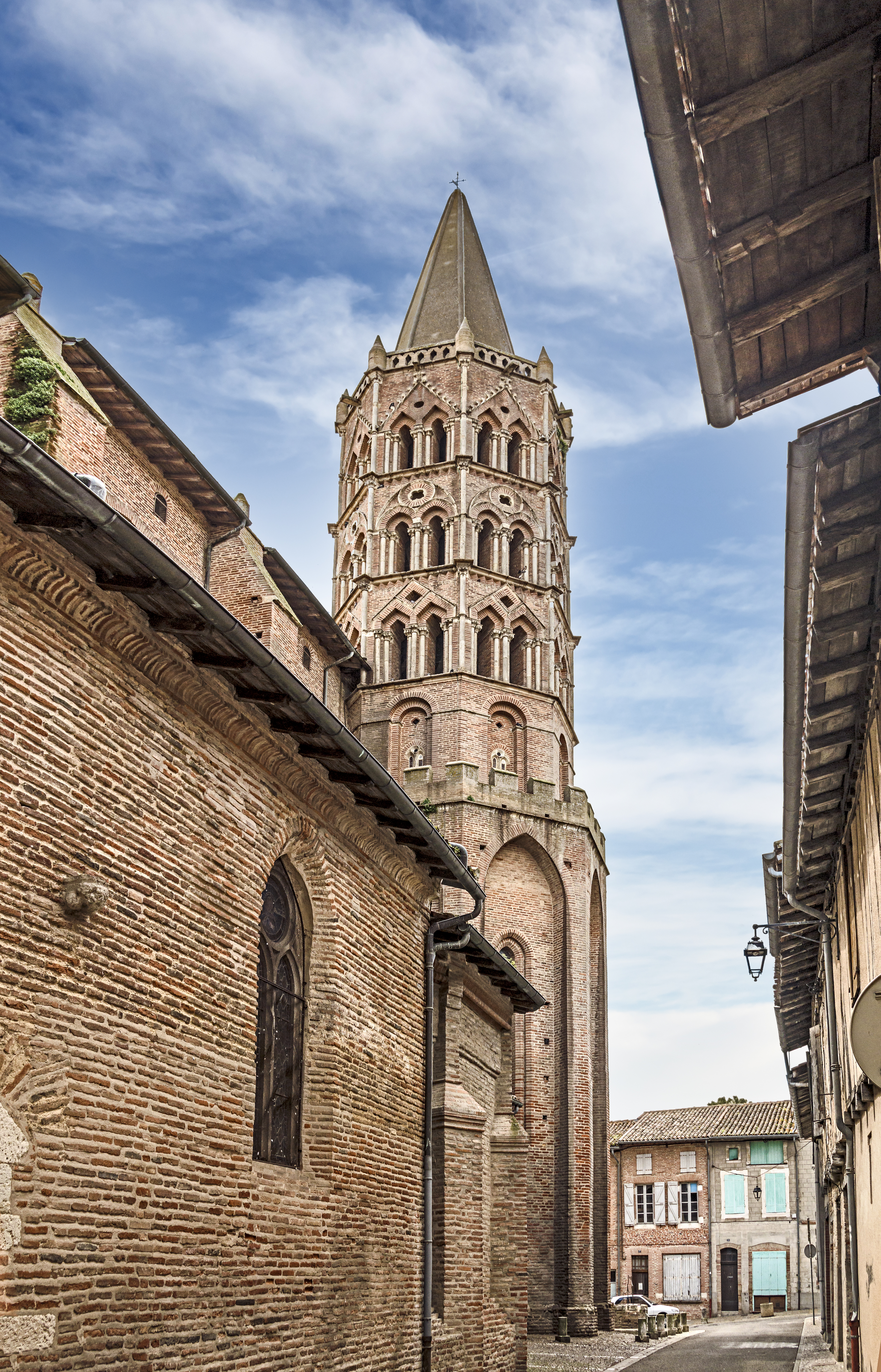
Le clocher

### L'intérieur
L'intérieur présente onze chapelles. Le chœur est orné d'un baldaquin. 